# Тарья (гора)
Тарья — древний потухший щитовой вулкан, расположенный у южного берега Авачинской губы Тихого океана. Входит в группу из четырёх потухших вулканов на берегу Авачинской губы.
Высота — 254,1 м.
Гора с севера ограничена в бухтой Богатырёвка, с запада — бухтой Крашенинникова, а с юга — бухтой Ягодной. У северо-западного подножья горы на перешейке между бухтами Богатырёвка и Крашенинникова находится удалённая часть города Вилючинск — микрорайон Рыбачий, перешеек между бухтами также отделяет гору от полуострова Крашенинникова. На южном склоне у подножия находится село Ягодное.
Представляет собой вулкан из нескольких базальтовых щитов, образовавшихся в плейстоцене-голоцене. Дата последнего извержения неизвестна.